# Centro de Treinamento Vale das Laranjeiras
Centro de Treinamento Vale das Laranjeiras é o local onde as equipes de futebol das categorias de base do Fluminense Football Club realizam seus treinamentos e a maioria de seus jogos com mando de campo, desde 1995, sendo até os dias atuais, o único CT de clube de futebol carioca específico para as categorias de base.

## História

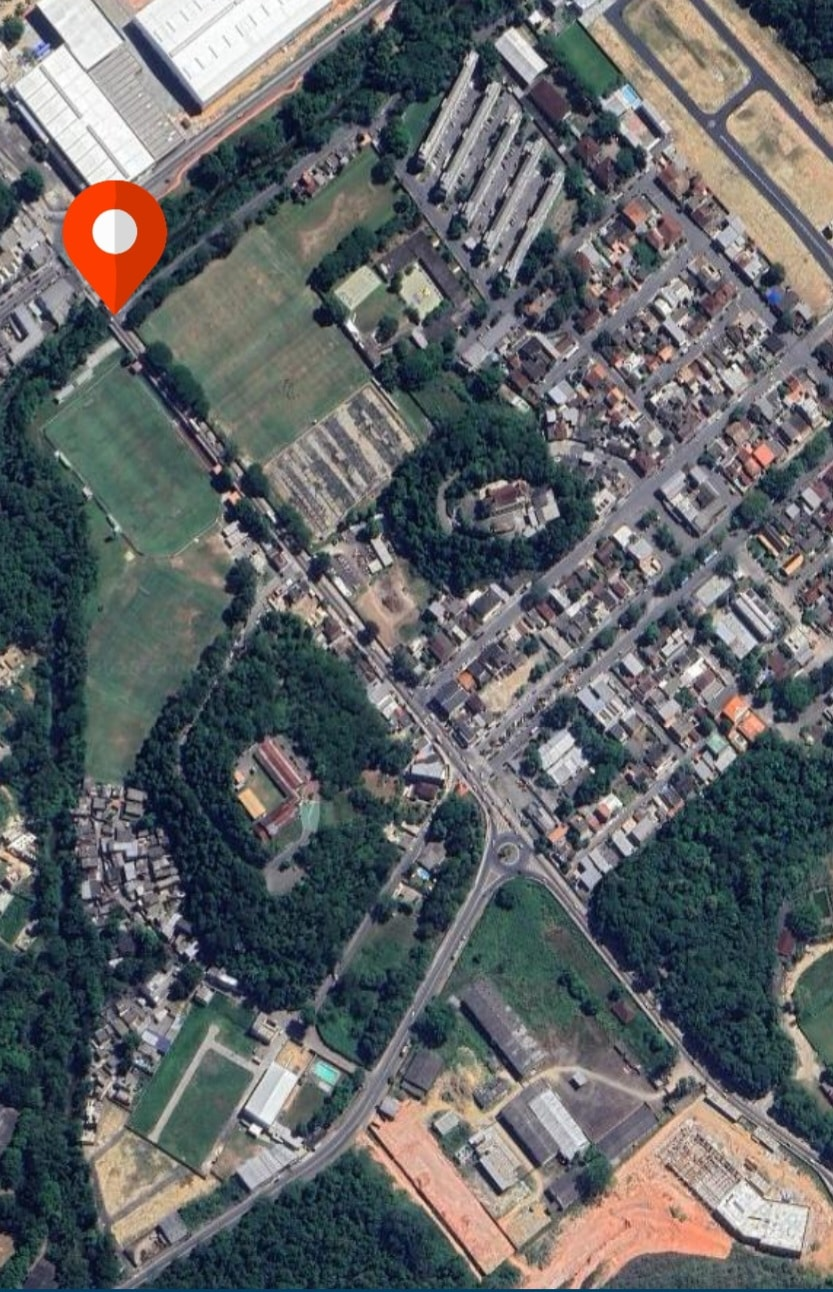
CT Vale das Laranjeiras visto do alto

Em 21 de julho de 1981, dia do aniversário de 79 anos do Fluminense Football Club, foi assinada a escritura do terreno que hoje abriga o Centro de Treinamento de Xerém.
Situado a 40 km do Centro do Rio, na tranquilidade de Xerém – Distrito da cidade de Duque de Caxias, o terreno, que pertencia à Associação dos Taifeiros da Marinha e era administrado pelo Serviço de Patrimônio da União, foi cedido ao clube pelo então Presidente da República João Figueiredo.
A ideia de ter um Centro de Treinamento que pudesse abrigar o futebol surgiu durante o mandato do presidente Sylvio Kelly dos Santos, na tentativa de preservar o Estádio das Laranjeiras, primeiro estádio de cimento construído no Brasil, isso em 1919.
A sugestão do terreno foi do funcionário Roberto Alvarenga, que já conhecia o local e o recomendou ao presidente. Kelly enviou então uma carta ao presidente Figueiredo relembrando os serviços prestados pelo Fluminense ao desporto brasileiro e solicitando a cessão do terreno que, cinco meses mais tarde, passava a ser de posse do clube.
As obras começaram em seguida, com o levantamento topográfico e a terraplanagem. O primeiro campo de futebol de Xerém levou a assinatura de um dos mais famosos paisagistas do mundo, o brasileiro Roberto Burle Marx.
A abertura da área ocorreu no dia 30 de abril de 1983 e a obra comportava apenas o campo de futebol. Em 1984, o time profissional do Fluminense treinava em Xerém, ainda que não houvesse sistema de iluminação ou uma estrutura fora o campo. O time utilizava um alojamento próximo, chamado Berro D’Água. Ao final do ano, Paulo Víctor, Aldo, Duílio, Ricardo Gomes e Renato; Jandir, Deley (Renê) e Assis; Romerito, Washington (Wilsinho) e Tato entraram para a história tricolor ao conquistar o título do Campeonato Brasileiro.
Mais tarde o arquiteto Maurício Prochnik, que projetou o acesso ao Corcovado, trabalhou no projeto embrionário para a construção do CT, custeado por alguns tricolores ilustres, arregimentados por João Havelange. Com a maquete pronta, a nova etapa era levantar recursos para o financiamento e foi então criada uma taxa de obra, dividida pelos associados do clube, além da ajuda de outras personalidades que seguiram atendendo ao pedido de Havelange.
Em 1985 a parte física ficou pronta, mas o CT ainda não dispunha de equipamentos. A inauguração oficial aconteceu apenas dez anos mais tarde, no dia 16 de dezembro de 1995, com o nome de Sylvio Kelly dos Santos.
Desde então, Xerém vem sofrendo modernizações e hoje recebe diariamente cerca de 400 garotos, com idades entre 9 e 20 anos, que contam com um programa que inclui alimentação balanceada, estudo, acompanhamento social, psicológico e médico, além de treinamentos físicos, técnicos e táticos, imprescindíveis para o desenvolvimento da prática de futebol.
Todos os serviços são oferecidos sob orientação e acompanhamento de profissionais diplomados e qualificados dentro do cenário esportivo nacional, que contam hoje com uma infraestrutura de seis campos de treinamento e um de jogo, prédio administrativo, concentração e o Hotel Concentração Telê Santana, distribuída numa área utilizada de cerca de 120 mil m².
Não à toa o clube se tornou um colecionador de títulos nas divisões de base. Mesmo antes da criação do Centro de Treinamento Vale das Laranjeiras, o Tricolor já acumulava importantes conquistas, como a da Copa São Paulo de Futebol Junior nos anos de 1971, 1973, 1977, 1986 e 1989, mas o número de conquistas cresceu muito a partir de 1999, período no qual o CT começou efetivamente a funcionar.
A conquista do Campeonato Brasileiro Sub-20 de 2015 na primeira edição dessa competição promovida pela CBF, foi mais uma marca de pioneirismo para o clube. Dentre as mais importantes conquistas internacionais, podemos destacar, unicamente listadas até o ano de 2008: o 8º Torneio de Oberndorf de Juniores (Alemanha) em 2001, bicampeonato Mundial (Manchester United Premier Cup, na Inglaterra) em 2005 e 2008, o bicampeonato do Mundialito de Juniores (Emirados Árabes Unidos) 2005 e 2008, 36º Torneio Internacional de Futebol de Monthey na Suíça (juniores) 2006 e 25ª edição da Milk Cup Sub-17 (na Irlanda), em 2007.
Desde que a Confederação Brasileira de Futebol passou a organizar o Campeonato Brasileiro Sub-20 em 2015, ano no qual o Fluminense se sagrou campeão e o final da edição de 2019, o Tricolor é o maior pontuador da classificação histórica da competição, com 114 pontos conquistados até então.
Considerando as conquistas mais importantes, Fluminense também sagrou-se campeão da etapa brasileira do Torneio de Desenvolvimento da Conmebol Sub 13 de 2019, em novembro, competição sob organização e responsabilidade da CBF disputada em Criciúma (SC), com todos os participantes sendo qualificados por critérios técnicos, ao vencer o Corinthians por 3 a 0, habilitando-se para representar o Brasil na competição sul-americana. Em 5 jogos disputados o Fluminense venceu todos, marcando 14 gols e não sofrendo nenhum. Já em fevereiro de 2020 o Fluminense veio a sagrar-se campeão sul-americano na disputada do Torneio de Desenvolvimento da Conmebol Sub 13, competição realizada em Assunção, Paraguai, tendo enfrentado o clube argentino Rosário Central na final. Na campanha invicta na qual somou 4 vitórias e empates, 27 gols a favor e 5 contra nos 6 jogos, o Fluminense jogou contra o Olimpia (Paraguai), Los Conquistadores (Chile), Seleção de Bogotá (Colômbia), Barcelona (Equador) e Rosário Central (Argentina), clube contra o qual empatou duas vezes, 2 a 2 e 1 a 1 na finalíssima, sendo campeão na disputa de pênaltis por 4 a 2. O atacante Kauã Elias foi o artilheiro tricolor no torneio com nove gols.
Em 2020 conquistou o Campeonato Brasileiro Sub-17 na segunda edição da competição organizada pela CBF, ao vencer Athletico Paranaense por 2 a 1 em plena Arena da Baixada. O tricolor Kayky, com doze gols, foi o artilheiro da competição  e foi apontado em enquete do perfil "Football Talent Scout" como o melhor jogador de futebol sub-17 do mundo em 2020, com 39,9% dos votos contra 23,6% do segundo colocado, Jude Bellingham do Borussia Dortmund, 22,4% de Youssoufa Moukoko do mesmo clube alemão, terceiro colocado, e em quarto Ronaldo Camará do Benfica, com 14%.
O Fluminense orgulha-se do trabalho desenvolvido em Xerém não só pela conquista de importantes títulos internacionais, difundindo pelo mundo a tradição tricolor, mas, principalmente, pelo desenvolvimento da formação e qualificação de atletas e cidadãos.

## Estádio Marcelo Vieira

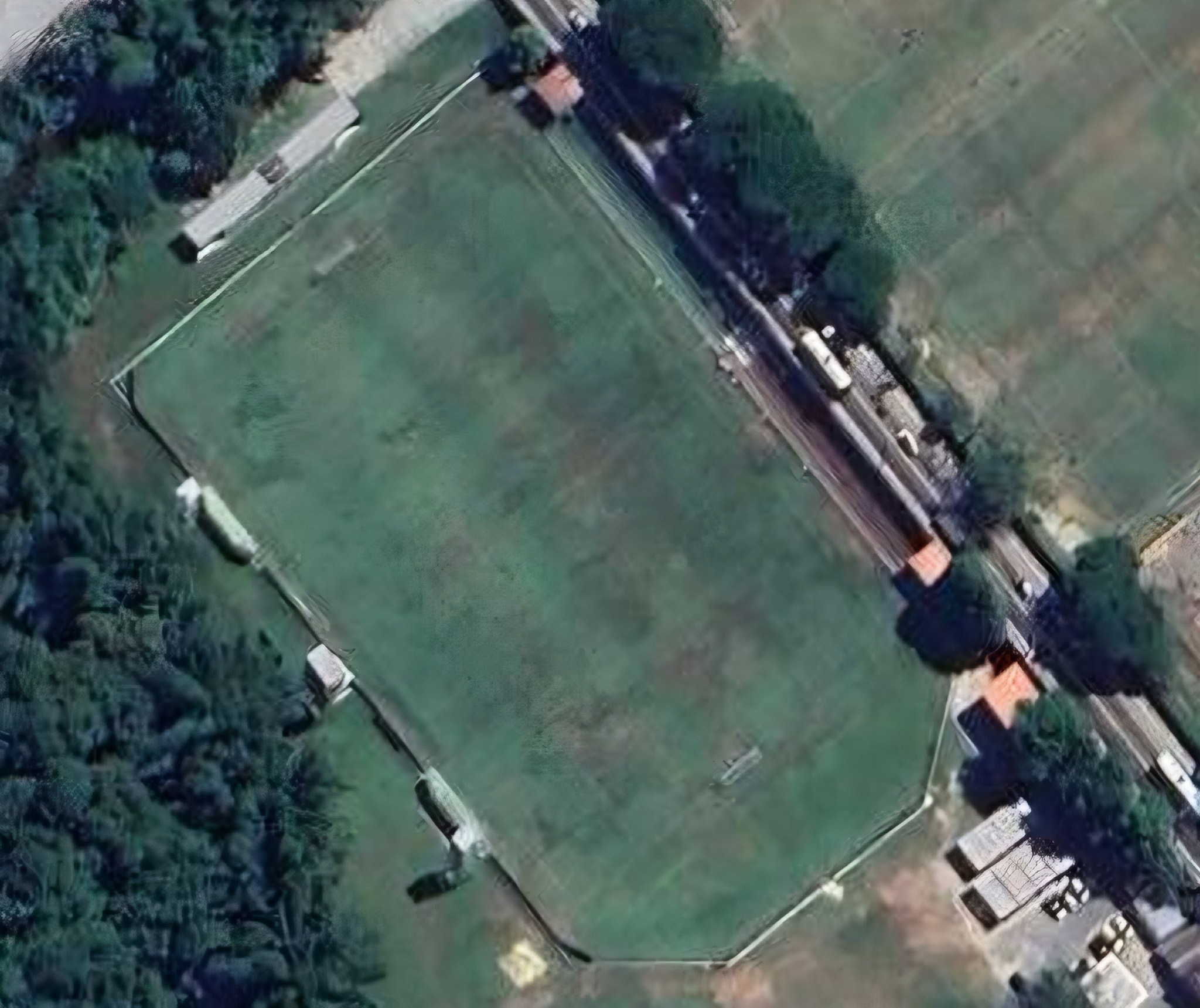
Estádio Marcelo Vieira visto do alto

O Estádio Marcelo Vieira, anteriormente conhecido como Estádio Vale das Laranjeiras ou Estádio de Xerém, está localizado dentro do Centro de Treinamento Vale das Laranjeiras. Em 2022, o estádio recebeu a homologação da Confederação Brasileira de Futebol (CBF) para sediar partidas de competições nacionais. A primeira partida oficial após a homologação ocorreu em 8 de agosto de 2022, quando Fluminense e Vasco empataram em 1 a 1, em jogo válido pelo Campeonato Brasileiro de Futebol Sub-17 de 2022.

Em solenidade realizada no dia 5 de setembro de 2024, o estádio foi rebatizado como Estádio Marcelo Vieira, em homenagem ao jogador Marcelo, que iniciou sua carreira nas categorias de base do Fluminense e frequentemente atuou neste espaço durante a sua formação, quando ainda não homologado como estádio pela CBF.